# اندی داکت
اندی داکت (به انگلیسی: Andy Ducat) بازیکن کریکت و فوتبال زادهٔ ۱۶ فوریه ۱۸۸۶ اهل کشور انگلستان بود که سابقهٔ بازی در تیم ملی فوتبال انگلستان را در کارنامهٔ خود دارد. وی در تاریخ ۱۲ فوریه ۱۹۱۰ نخستین بازی ملی خود را در مقابل تیم ملی فوتبال ایرلند انجام داد و با حضور در ۶ بازی ملی، در تاریخ ۲۳ اکتبر ۱۹۲۰ واپسین بازی ملی‌اش را در برابر تیم ملی فوتبال ایرلند برگزار کرد.
این بازیکن توانسته در بازی‌های ملی، ۱ گل به ثمر برساند.